# تپه نوران دیکی
تپه نوران دیکی مربوط به دوره اشکانیان است و در شهرستان اردبیل، بخش مرکزی، دهستان سردابه، روستای عموقین واقع شده و این اثر در تاریخ ۲۷ بهمن ۱۳۸۷ با شمارهٔ ثبت ۲۴۵۳۷ به‌عنوان یکی از آثار ملی ایران به ثبت رسیده است.